# リコーITソリューションズ
リコーITソリューションズ株式会社（英文社名：Ricoh IT Solutions Co.,Ltd.）は、ソフトウェアの企画、設計、開発を行うリコー三愛グループの企業である。

## 主力製品・事業
- ソフトウェアの企画、設計、開発、品質評価、品質保証
- サーバー、ネットワークシステムの企画、設計、構築
- ソフトウェア商品の販売、サポート

## 主要事業所
- 本社 - 神奈川県横浜市都筑区新栄町16-1

## 沿革
- 1982年 - リコーグループにおける国内でのソフト開発機能を担う会社として、リコーシステム開発株式会社（東京）設立
- 1983年 - リコー鳥取技術開発株式会社設立
- 1989年 - リコーシステム開発株式会社（北見）設立
- 1990年 - リコーシステム開発株式会社（秋田）設立 。リコーシステム開発株式会社（鹿児島）設立
- 1993年 - リコー鳥取技術開発株式会社 金沢開発室開設
- 1997年 - リコーシステム開発株式会社（北見）札幌開発センター開設
- 2004年 - リコーシステム開発株式会社（東京）大森分室開所
- 2005年 - ソリューション対応力の強化とソフトウェア開発の効率化を目的とし、ソフトウェア開発会社5社を統合、リコーソフトウエア株式会社を設立
- 2009年 - リコーソフトウエア株式会社、リコー北海道株式会社、リコー販売株式会社、リコー関西株式会社、リコーテクノシステムズ株式会社、株式会社リコー各社のSE人員を統合し、「リコーITソリューションズ」を設立